# Euphorbia guillauminiana
Euphorbia guillauminiana ist eine Pflanzenart aus der Gattung Wolfsmilch (Euphorbia) in der Familie der Wolfsmilchgewächse (Euphorbiaceae).

## Beschreibung
Die sukkulente Euphorbia guillauminiana wächst als reich verzweigter Strauch bis 60 Zentimeter hoch und bis 70 Zentimeter im Durchmesser. Die zylindrischen Triebe werden bis 1,5 Zentimeter dick. Die an den Spitzen der Triebe dicht stehenden Blätter werden 2 Zentimeter lang und 1 Zentimeter breit. Sie sind bis 8 Millimeter lang gestielt, an den Rändern rosa gefärbt und vergänglich. Es werden 2 bis 4 Nebenblattdornen ausgebildet, die bis 12 Millimeter oder länger sind. An der Basis sind diese verdickt und sie stehen in sechs bis acht Reihen.
Der Blütenstand entspringt an den Triebspitzen und besteht aus nahezu sitzenden Cymen, die ein- bis zweifach gegabelt sind. Die aufrechte und gelbe Cyathophylle umhüllt die etwa 2,5 Millimeter großen und behaarten Cyathien. Die Nektardrüsen sind gelblich und der Fruchtknoten ist behaart.

## Verbreitung und Systematik
Euphorbia guillauminiana ist endemisch im Nordwesten von Madagaskar in der Gegend von Analalava auf Basaltfelsen verbreitet.
Die Erstbeschreibung der Art erfolgte 1942 durch Pierre L. Boiteau.